# Niederkotthausen
Niederkotthausen ist ein Ort der Gemeinde Marienheide im Oberbergischen Kreis in Nordrhein-Westfalen.

## Lage und Beschreibung
Niederkotthausen liegt im Süden von Marienheide im Tal der Leppe. Nachbarorte sind Schulzenkamp, Kotthausen, Hambuch, Weyerhof und Dommermühle.

## Geschichte
Nach dem Jahr 1450 wurde Kotthausen erstmals urkundlich erwähnt. „Pueri Henonis Norkemans to Kothusen gehören zu den Wachszinsigen des Kölner Apostelstiftes“. Die Schreibweise der Erstnennung war „Kothusen“.
Ab der Preußischen Uraufnahme von 1840 ist Niederkotthausen unter der Bezeichnung „Ndr. Kotthausen“ auf topografischen Karten verzeichnet.

## Busverbindungen
Über die im Nachbarort Kotthausen befindliche Haltestelle „Turnhalle“ der Linie 336 (VRS/OVAG) ist Niederkotthausen an den öffentlichen Personennahverkehr angebunden.